# Lennart Värmby
Anders Lennart Värmby, född 28 september 1944 i Borås (Caroli), död 17 september 2017 i Gårdsby distrikt, Kronobergs län, var en svensk politiker (vänsterpartist). Han var ordinarie riksdagsledamot 1998–2002, invald för Kronobergs läns valkrets.
I riksdagen var han suppleant i näringsutskottet och skatteutskottet.
Senare var han ledamot i landstingsfullmäktige i Kronoberg och arbetade som en av regeringens vindkraftsamordnare.